# Alain Destexhe
Alain Destexhe (Luik, 19 juni 1958) is een Belgisch politicus, lange tijd lid van de MR. Hij is secretaris-generaal geweest van Médecins Sans Frontières, voorzitter van de International Crisis Group, van de Parlementarians for Global Action en van het Netwerk van parlementsleden betreffende de Wereldbank en het Internationaal Monetair Fonds (IMF).
In 2019 richtte hij de partij Listes Destexhe op.

## Levensloop
Destexhe promoveerde in 1983 tot doctor in de geneeskunde aan de Universiteit Luik. Hij heeft bijkomende diploma's behaald: in 1987 aan het Institut d'Études politiques in Parijs, aan het INSEAD in Fontainebleau en ook behaalde hij het het licentiaat in medische expertise aan de UCL.
Van 1985 tot 1988 was hij verantwoordelijk voor de zendingen van Médecins Sans Frontières in Honduras, Guinee en Soedan. Hij werkte in Honduras in een kamp voor vluchtelingen uit El Salvador, in Guinee na de dood van dictator Sékou Touré, in Guatemala in zones tussen de gebieden gecontroleerd door het regeringsleger en die gecontroleerd door de guerrilla, in Soedan bij vluchtelingen uit Ethiopië en in Djibouti.
Van 1989 tot 1991 was hij adjunct-directeur-generaal bij Pasteur Vaccins (een filiaal van het Institut Pasteur en van het Institut Mérieux), belast met Azië en Latijns-Amerika.
In 1991 werd hij de eerste secretaris-generaal van Médecins Sans Frontières (international). Hij werd geconfronteerd met de oorlogen in Bosnië, Irak (Eerste Golfoorlog), Rwanda (de volkerenmoord van 1994) en Somalië (hongersnood).
Van 1997 tot 2000 was hij voorzitter van de International Crisis Group.

## Politieke loopbaan
In 1995 begon zijn politieke loopbaan toen hij voor de PRL (de huidige MR) verkozen werd tot rechtstreeks gekozen senator in de Belgische Senaat. Hij bleef dit tot in 2004. Vervolgens zetelde hij in de Senaat van 2004 tot 2010 als gemeenschapssenator en van 2014 tot 2019 was hij opnieuw lid van de Senaat als deelstaatsenator.
Van 2004 tot 2019 was hij lid van het Brussels Hoofdstedelijk Parlement en van het Parlement van de Franstalige Gemeenschap. Van het Parlement van de Franse Gemeenschap was hij van 2009 tot 2019 secretaris.
Tevens was hij van 2001 tot 2003 gemeenteraadslid van Brussel. Na een verhuis naar Oudergem was hij daar vervolgens van 2006 tot 2011 ook gemeenteraadslid. In 2011 deed hij een tweede verhuis, ditmaal naar Elsene, waar hij van 2012 tot 2018 gemeenteraadslid was. Bij de verkiezingen van 2018 kreeg hij van het lokale MR-bestuur aanvankelijk geen plaats meer op de lijst na een aantal controversiële uitspraken over de ramadan en de Maghrebijnse gemeenschap. Daarna kreeg hij als lijstduwer toch nog een plaats op de lijst, maar in september 2018 trok hij zich uiteindelijk terug als kandidaat wegens medische problemen.
Daarnaast was hij vanaf 2014 lid van de Parlementaire Assemblee van de Raad van Europa en ondervoorzitter van de Belgische delegatie van de Interparlementaire Unie.
In februari 2019 kondigde Destexhe zijn ontslag uit de MR aan, waar hij behoorde tot de rechtervleugel. Hij vond dat de partij een te linkse koers begon te varen en was het ook niet eens met de houding van de partij tegenover het VN-Migratiepact, waar hij in het Brussels Parlement als enig Franstalig parlementslid tegen stemde. Hij stichtte vervolgens de rechts-liberale Listes Destexhe, naar eigen zeggen een soort Franstalige N-VA zonder confederalisme. Bij de verkiezingen van 2019 voerde Destexhe de Brusselse Kamerlijst van zijn partij aan. Listes Destexhe kende echter geen succes bij de verkiezingen en behaalde geen enkele verkozene. Vervolgens kondigde Destexhe een verandering van partijnaam en zijn ontslag als voorzitter aan. Hij werd opgevolgd door terrorisme-expert Claude Moniquet.

## Activiteiten
Destexhe kreeg bekendheid als lid van de onderzoekscommissie over de volkerenmoord in Rwanda. Een meer controversiële bekendheid kreeg hij in 2000 door de RTBF-reportage Une délégation de très haut niveau over een parlementaire zending in Noord-Korea waar hij aan deelnam.
In 2005 publiceerde hij Wallonie, la vérité des chiffres waarin hij de slechte economische toestand van Wallonië aan de kaak stelde.
Hij publiceerde ook een boek met zijn visie op de Rwandese volkerenmoord.
Sinds begin 2007 schrijft hij een blog onder de titel: Alain Destexhe. Basta le politiquement correct !.
In 2008 schreef hij Le Mouvement flamand expliqué aux francophones.
In 2013 schreef hij Syndicats : enquête sur le plus puissant lobby du pays.
Destexhe ontving in 2005 de Prijs voor de Vrijheid van de Vlaamsgezinde rechts-liberale denktank Nova Civitas. Hij is ook eredoctor van Beloit College (Wisconsin, Verenigde Staten).
Van 2005 tot 2007 was hij voorzitter van Parliamentarians for Global Action.
In juli 2013 publiceerde hij op zijn blog een Lettre ouverte au "Délégué aux droits de l'enfant" die voorwerp werd van discussies.
In augustus 2013 publiceerde hij een studie over de criminaliteit in de hoofdstad: Bruxelles, "Orange mécanique" ? Opnieuw was het voorwerp van discussie en controverse.

## Trivia
Destexhe heeft ook de Rwandese nationaliteit.

## Publicaties
- Santé, médicaments et développement : Les soins primaires à l'épreuve des faits, Parijs, Fondation Liberté sans frontières, 1990.
- L'humanitaire impossible, ou, Deux siècles d'ambiguïté, Parijs, 1993
- Rwanda, Parijs, 1994.
- Amérique centrale, Parijs, 1996.
- La Folie du Net. Mieux vaut en être, Brussel, 2000
- Qui a tué nos paras ?, Brussel, 2002.
- Corée du Nord, voyage en dynastie totalitaire, Parijs, 2003.
- L'école de l'échec : Comment la Reformer ? Du Pédagogisme a la Gouvernance, Marcinelle, 2005.
- Hainaut : Enfin une Stratégie Gagnante ?, Marcinelle, 2007.
- 7 défis pour 2007 - Oser la vérité (dir.), Brussel, 2008.
- Démocratie Ou Particratie ? 120 Propositions pour Refonder le Système Belge, Marcinelles, 2007.
- Le Mouvement flamand expliqué aux francophones, Brussel, 2008.
- (met Rudy Aernoudt) Comment l'État gaspille votre argent, Roeselare, 2008.
- 50 dates-clés de l'Histoire de Belgique, Brussel, 2009.
- (met Claude Delemenne) Lettre aux progressistes qui flirtent avec l'islam réac, Cuesmes, 2009.